# ラレラ・ラリ・ムスワネ
ラレラ・ラリ・ムスワネ（Lalela Lali Mswane, 1997年3月27日 - ）は、南アフリカ共和国のモデル。ミス・スプラナショナル2022として知られる。名前のカタカナ表記は人民網日本語版に従う。

## 経歴
1997年3月27日、クワズール・ナタール州リチャーズ・ベイに生まれる。父 Muntu Mswane はエスワティニ出身の元外交官で大臣を歴任。2010年死去。母 Hleliselwe は主婦業の傍ら簿記の仕事に従事。3人兄弟姉妹の末っ子。兄と姉がいる。2015年、Pro Arte Alphen Parkで中等教育を終え、プレトリア大学に進学。後に法学士として卒業。
Miss South Africaになる以前に、南アフリカ国内のAlushi Modelsという事務所に所属してプロのモデルとして活動。
ミスコンのキャリア開始は2015年、Matric Experience 2015で準優勝したことに始まる。
2021年10月16日、ケープタウンで開催されたミス南アフリカ2021の決勝戦で、水着とイブニングガウンの審査を勝ち抜きTop5に進出。質疑応答のステージを経てミス南アフリカ2021に決定する。ミス・ユニバース2021に国を代表して出場する権利のほか、賞金100万ランド、ヨハネスブルグE区サントンの家具付きのアパートおよびメルセデス・ベンツ・Cクラスの使用権1年分を受け取った。
イスラエルで開催されるミス・ユニバース2021への出場を承諾したことで、彼女は南アフリカ国内で広く批判を浴びた。イスラエル・パレスチナ紛争が続いていたからである。それでもミス南アフリカの公式Instagramアカウントは、コメントを無効化した投稿で、ムスワネがやはり出場すると明言した。2021年11月14日、南アフリカ政府は彼女がミス・ユニバース2021に出場することを支援するのを取りやめた。12月13日に行われた決勝では第3位入賞。
2022年2月15日、Miss SA Organizationは、彼女を第13回ミス・スプラナショナル（ミス・スプラナショナル2022）に南アフリカ代表として派遣すると発表した。これについてネット上では肯定的・否定的双方の批判があった。ミス・スプラナショナルの予選ではSupra Fan Voteでトップ10、Supra Influencerでトップ22、Supra Model of the Yearでトップ11に入る。2022年7月15日に行われた決勝でミス・スプラナショナル2022の栄冠をつかむ。南アフリカ代表として、黒人女性として初。
ミス・スプラナショナルとしての任期の間、ポーランド、ドミニカ共和国、ベトナム、アラブ首長国連邦、キュラソー、ナミビア、南アフリカを歴訪。